# Albert Smith (Politiker, 1793)
Albert Smith (* 3. Januar 1793 in Hanover, Plymouth County, Massachusetts; † 29. Mai 1867 in Boston, Massachusetts) war ein US-amerikanischer Politiker. Zwischen 1839 und 1841 vertrat er den Bundesstaat Maine im US-Repräsentantenhaus.

## Werdegang
Albert Smith besuchte die öffentlichen Schulen seiner Heimat und danach bis 1813 die Brown University in Providence (Rhode Island). Nach einem anschließenden Jurastudium und seiner Zulassung als Rechtsanwalt begann er ab 1817 in Portland, das damals noch zu Massachusetts gehörte, in seinem neuen Beruf zu praktizieren. Nach der Gründung von Maine im Zusammenhang mit dem Missouri-Kompromiss von 1820 wurde Smith in das Repräsentantenhaus des neuen Staates gewählt. Im weiteren Verlauf der 1820er Jahre schloss sich Smith dem späteren Präsidenten Andrew Jackson an und wurde Mitglied der von diesem 1828 gegründeten Demokratischen Partei.
In den Jahren 1830 bis 1838 war Albert Smith US Marshal für den Bezirk von Maine. 1838 wurde er im zweiten Wahlbezirk von Maine in das US-Repräsentantenhaus in Washington, D.C. gewählt. Dort trat er am 4. März 1839 die Nachfolge von Francis Ormand Jonathan Smith an. Da er bei den Wahlen des Jahres 1840 gegen William P. Fessenden von der Whig Party verlor, konnte er bis zum 3. März 1841 nur eine Legislaturperiode im Kongress absolvieren. Diese Zeit war von den politischen Auseinandersetzungen zwischen Präsident Martin Van Buren und dessen Demokratischer Partei mit den Whigs überschattet. Höhepunkt war die Präsidentschaftswahl des Jahres 1840, als der demokratische Präsident Van Buren ebenso wie Albert Smith abgewählt wurde. So gesehen lag die Abwahl von Smith im Bundestrend, der die Whigs im Aufwind sah.
Nach dem Ende seiner Zeit im US-Repräsentantenhaus zog sich Albert Smith aus der Politik zurück. Bis zu seinem Tod im Jahr 1867 hat er kein höheres öffentliches Amt mehr bekleidet.